# WDFY3
WDFY3‏ (WD repeat and FYVE domain containing 3) هوَ بروتين يُشَفر بواسطة جين WDFY3 في الإنسان.